# Stella-Plage
Stella-Plage est une station balnéaire française, appartenant à la commune de Cucq. Elle est située sur la Côte d'Opale, dans le département du Pas-de-Calais et la région Hauts-de-France.

## Localisation
Stella-Plage se situe dans le nord de la France, sur la Côte d'Opale, au bord de la Manche, entre Le Touquet et Berck (situées respectivement à 5 km et 8 km), ainsi qu'à environ 25 km de Boulogne-sur-Mer, 55 km de Calais, 100 km de Lille et 190 km de Paris à vol d'oiseau.
Stella-Plage est caractérisée par une très grande plage de sable fin contiguë avec celle du Touquet Paris-plage au nord et celle de Merlimont au sud. La digue est entourée par deux dunes, au nord les dunes de Mayville (du nom du projet d'extension de Paris-plage imaginé par John Whitley, mais non réalisé) , un espace protégé de 23 hectares. Au sud les dunes de Stella-Plage, entourés par les constructions et la plage, forment un espace de 236 hectares classés en zone naturelle d'intérêt écologique, faunistique et floristique.

## Histoire

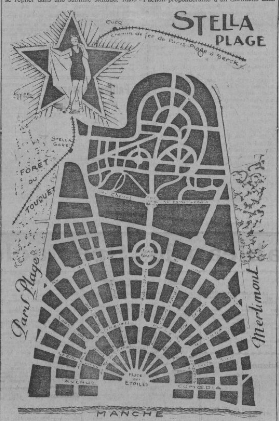
Plan initial de Stella-Plage.

En 1837, Alphonse Daloz, un notaire parisien âgé de 37 ans vend l'étude héritée de son père et achète les dunes de Cucq et de Trépied (1 500 ha pour 150 000 francs). Les premières années, il installe un troupeau de bovins, puis cultive des pommes de terres et des artichauts de Jérusalem pour produire de l'alcool. À partir de 1855, avec Charles Rigaud, son gendre, ils plantent de jeunes pins sur 800 ha avec le soutien du gouvernement pour stabiliser les dunes. En 1858, ils se partagent le domaine, Daloz prend 1 250 ha (le territoire actuel de la commune du Touquet) et Rigaud la partie sud de 350 ha qui deviendra Stella-Plage.
Contrairement à la station du Touquet-Paris-Plage qui se détache de Cucq en 1912 pour constituer une commune autonome, Stella-Plage conserve son statut de quartier de Cucq.
En 1914, Stella-plage est lancée par les investisseurs parisiens Edmond Labrasse et Victor Poulain. Charles Plumet, futur architecte en chef des expositions des Arts Décoratifs de Paris, dessine le plan du lotissement, s'inspirant du plan radioconcentrique en forme d'étoile (d'où le nom Stella, étoile en latin) de Cabourg et celui sinueux d'Arcachon. Le projet est arrêté par la Première Guerre mondiale.
Afin de permettre l’aménagement de la station, les investisseurs mettent en place l’association syndicale libre des propriétaires de Stella-Plage. 
La station est inaugurée en août 1923 par Edmond Labrasse en partenariat avec le journal quotidien Comœdia. En 1925, Stella-Plage obtient le label Station climatique, qui entraine la création du premier syndicat d’initiative en 1930. Une première église est consacrée en 1928.
En 1934, la digue est inaugurée après un an de travaux et la colonie de vacances de Stella Plage ouvre, financée par le comité d’entreprise de la société des transports en commun de la région parisienne. En 1939, le lotissement possède environ 300 constructions.

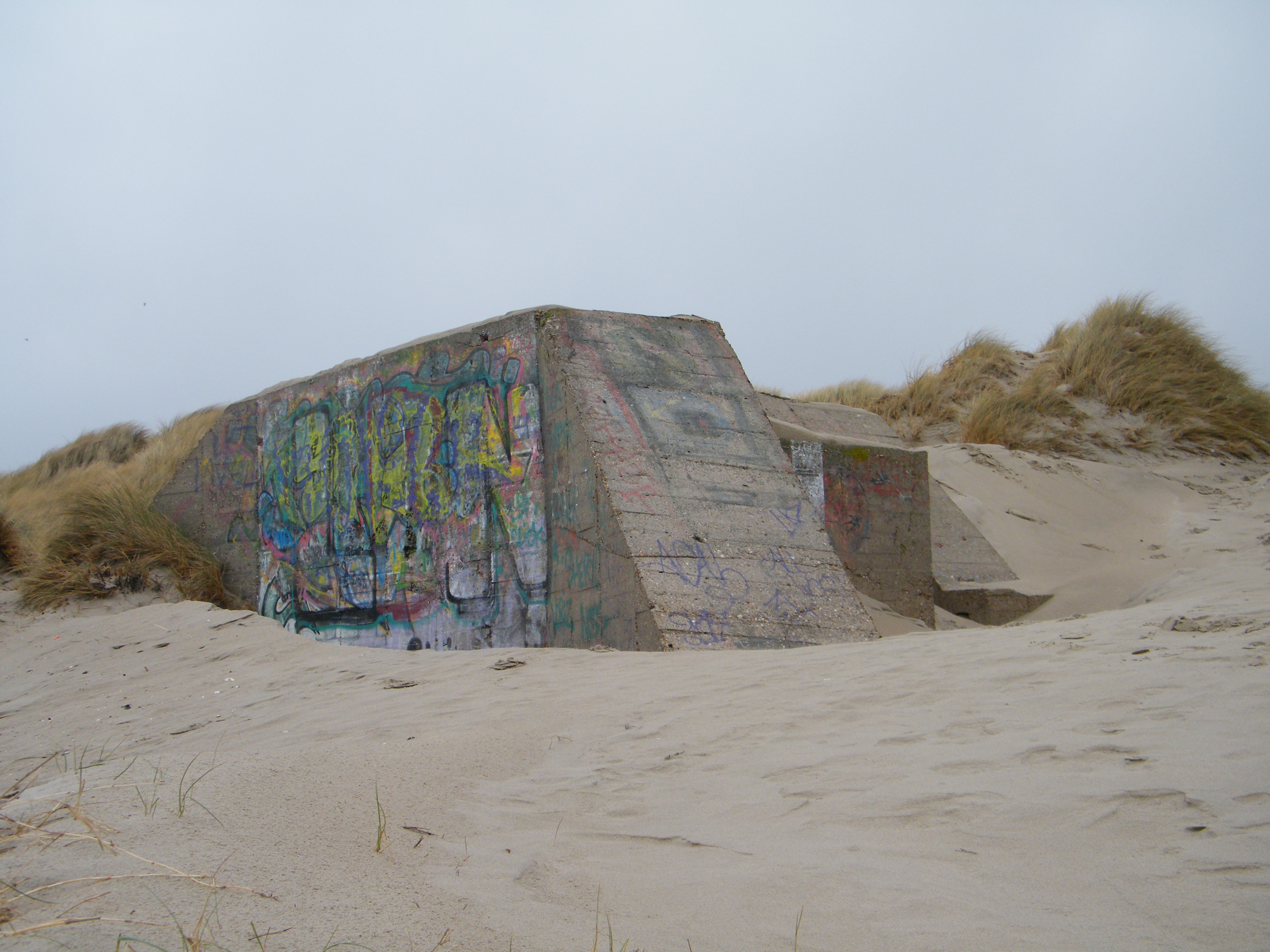
Le mur de l'Atlantique à Stella-Plage.

La commune de Cucq va connaître des années difficiles pendant la Seconde Guerre mondiale ; presque toutes les villas sont détruites ou gravement endommagées. Seules, deux villas sont intactes à la fin du conflit.
En 1947, des prêtres polonais de la congrégation des Oblats de Marie Immaculée achètent cinq hectares de sable et de dunes et fondent le centre Stella Maris pour offrir des vacances aux travailleurs polonais du bassin minier,.
Durant les trente glorieuses, la station se développe rapidement avec la construction de nombreuses villas, des campings, des centres de vacances, un centre nautique et des commerces. 
Dans les années 1960, Stella atteint les 500 habitants permanents et accueille environ 15 000 vacanciers durant l'été.
Chaque saison, les estivants, propriétaires ou locataires affluent, surtout sur l'impulsion du syndicat d’initiative qui organise fêtes et manifestations diverses (courses cyclistes, jeux de plage, fête des fleurs). 
Dans les années 1980, un grand ensemble immobilier le Sunny Beach est construit sur le front de mer. 
Durant 70 ans, le développement de la station est piloté par le syndicat des propriétaires ; la commune prend à sa charge la police et l'école. À la fin du XXe siècle, l'assemblée des 4 000 copropriétaires de Stella-Plage vote sa dissolution et une résolution concédant à la ville toutes les parties communes, notamment les rues et la digue.

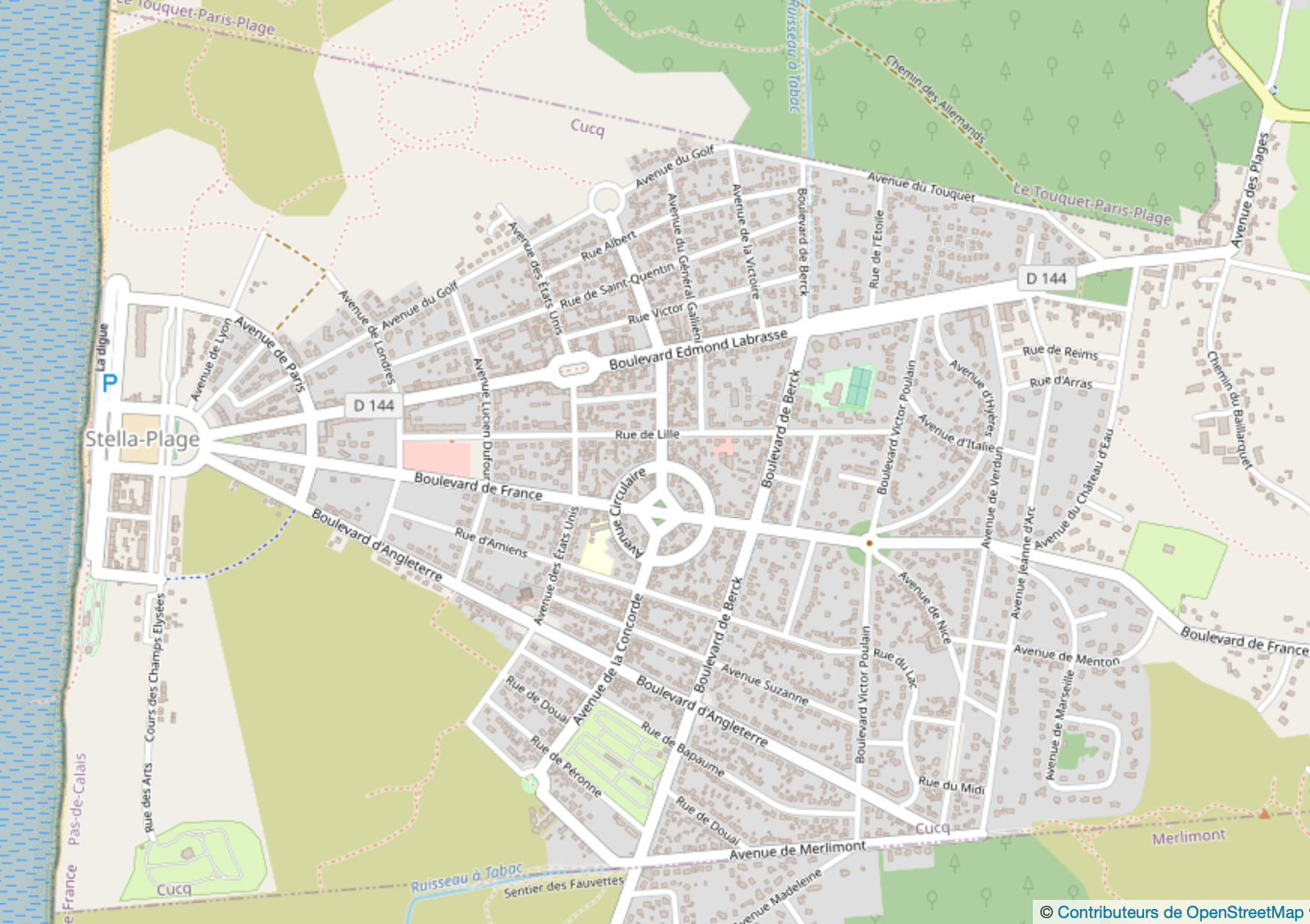
Plan de Stella-Plage en 2021.
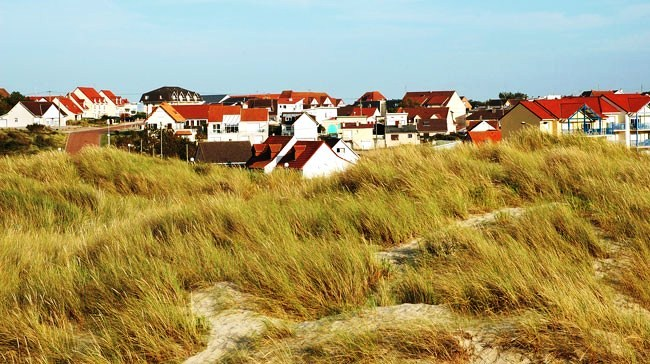
Les dunes au nord de la station.
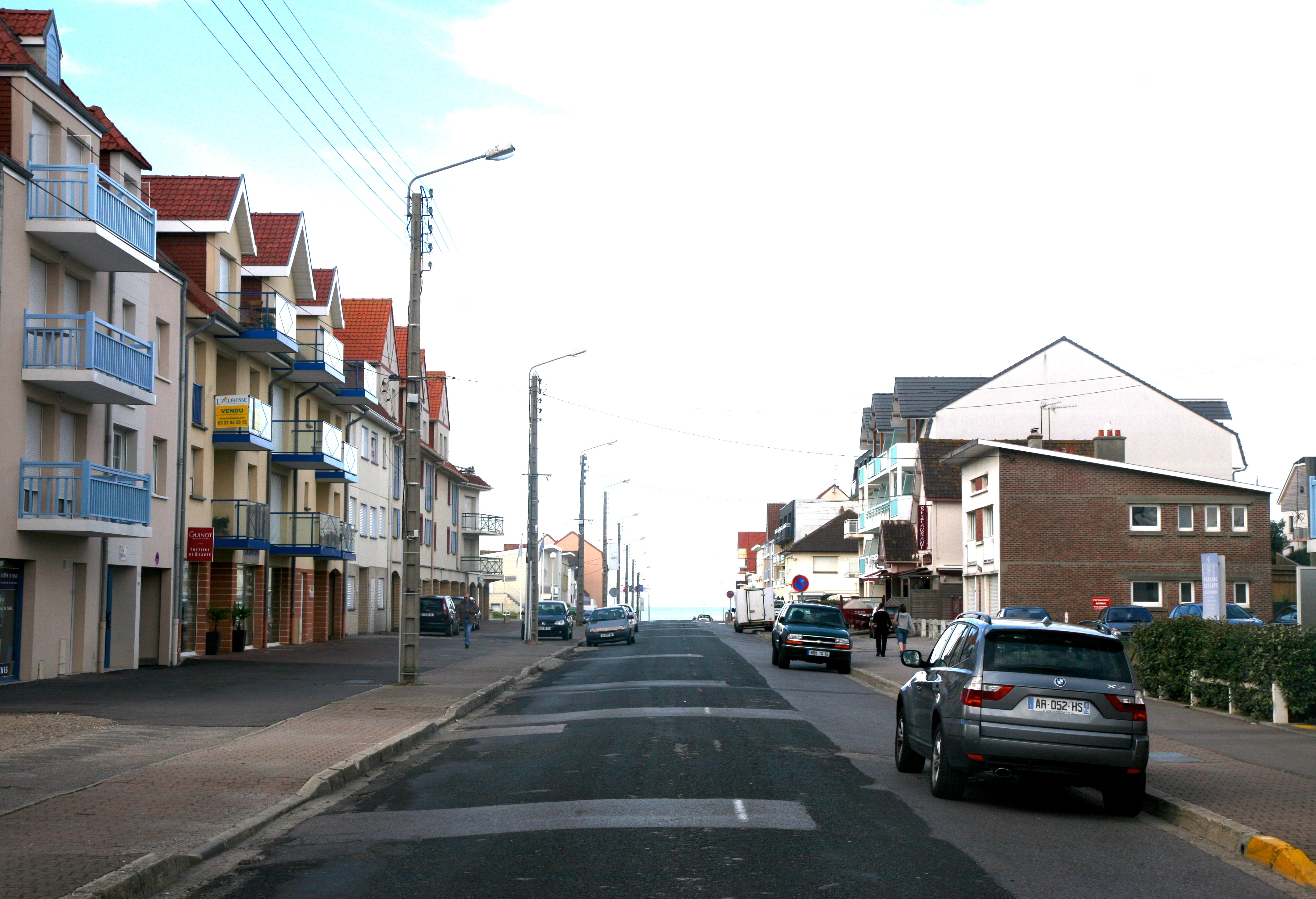
Le boulevard Labrasse en 2010.
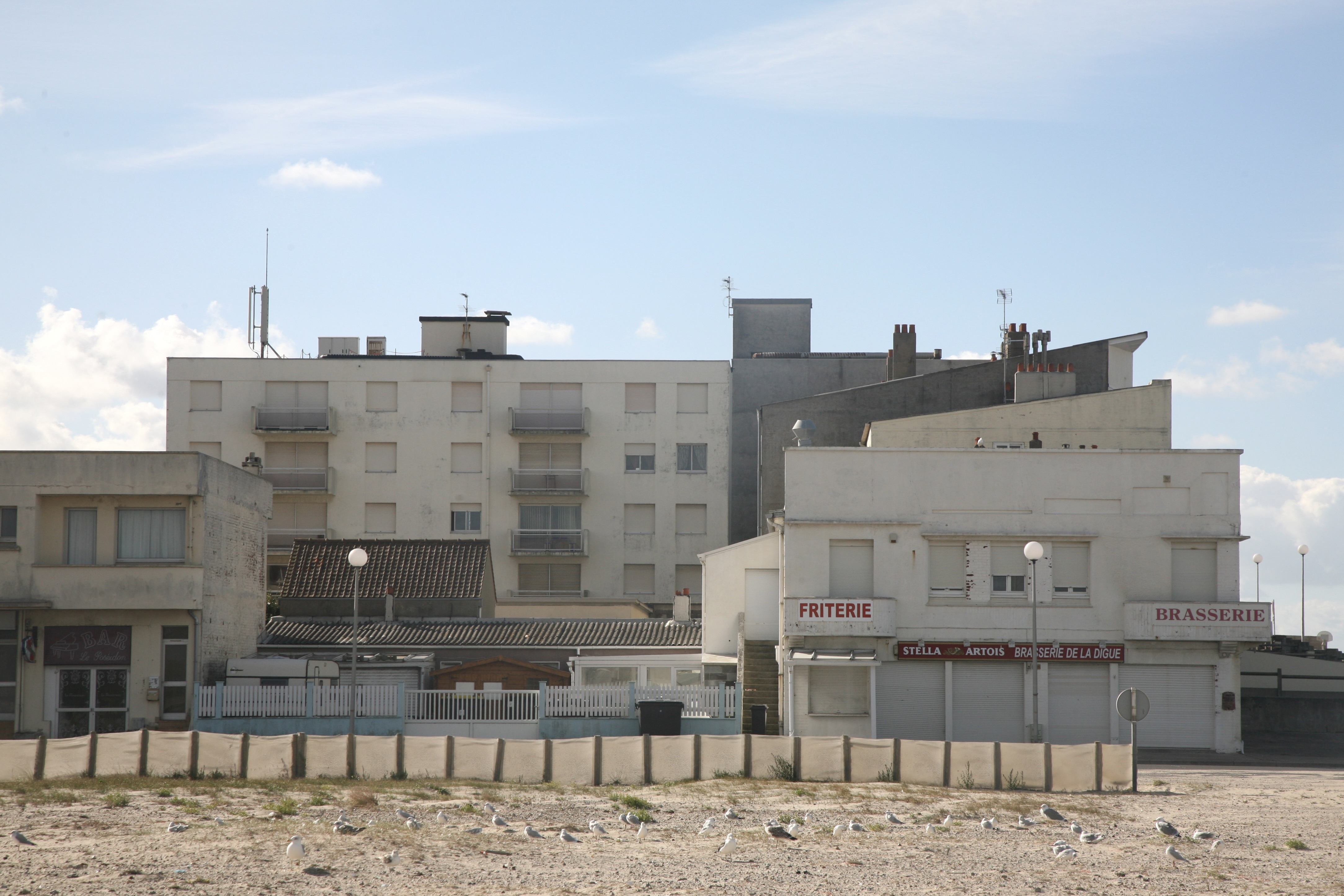
La place de l'étoile en 2010.

## Cuture locale et patrimoine

### Lieux et monuments
Stella-Plage possède de nombreuses réalisations de villas inscrites au patrimoine architectural du ministère de la Culture, l'architecte le plus prolifique avant-guerre est Lucien Dufour à qui la commune a rendu hommage en donnant son nom à une avenue.
La station possède également une intéressante église constituée d'un dôme à pans et construite en 1958 sur un monticule au milieu des pins. Son acoustique remarquable permet d'y produire des concerts de qualité.

#### Constructions inscrites au patrimoine architectural
- Église paroissiale Sainte-Thérèse-de-l'Enfant-Jésus, place Royale, architecte Andrezj Kulesza[14] ;
- Maison dite Villa L'Alouette, 991 boulevard de Berck, architecte Lucien Dufour[15] ;
- Maison dite Villa Notre Refuge, 1015 boulevard de Berck, architectes Marcelin et Joannon[16] ;
- Maison dite Villa Les Musardises, 1215 boulevard de Berck, architectes Marcelin et Joannon[17] ;
- Maison villa balnéaire, 1218 boulevard de Berck, architecte architectes Marcelin et Joannon[18] ;
- Maison dite Villa La Marjolaine, 1372 boulevard de Berck, architecte Lucien Dufour[19] ;
- Maison dite Villa La Chaumière, 1427 boulevard de Berck, architecte Lucien Dufour[20] ;
- Maison dite Villa La Crémaillère, 673 boulevard Edmond-Labrasse, architecte Lucien Dufour[21] ;
- Édifice commercial Stella Agence, 647 boulevard Edmond-Labrasse, architecte Lucien Dufour[22] ;
- Maison dite Villa Sous-Bois, 758 boulevard Edmond-Labrasse, architecte Lucien Dufour[23] ;
- Maison dite Villa La Nichette, 938 boulevard Edmond-Labrasse, maître d'œuvre inconnu[24] ;
- Maison dite Villa Yvonne et Charlotte, 37 rue de L'Étoile, architecte Lucien Dufour[25] ;
- Maison dite Villa Marcelle, 65 rue de L'Étoile, architecte Lucien Dufour[26].
- Maison dite chalet, 91 square de la Liberté, maître d'œuvre inconnu[27] ;
- Hôtel de voyageurs dit Hôtel de l'Étoile, actuellement maison, 103 square de la Liberté, maître d'œuvre inconnu[28] ;
- Maison dite Villa Petit Poucet, 121 square de la Liberté, architecte Lucien Dufour[29] ;
- Maison dite Villa Bois Lurette, 430 allée Madeleine, architecte Lucien Dufour[30] ;
- Maison dite Villa Piquart, actuellement centre de vacances, 201 avenue de Nice, architectes Chevalier et Picard[31] ;
- Maison dite Villa La Gartempe, 20 rue de Saint-Quentin, architecte Lucien Dufour[32] ;
- Maison dite Villa Coin Fleuri, 84 avenue de la Victoire, maître d'œuvre inconnu[33] ;
- Maison dite Villa Verte Feuille, 150 avenue de la Victoire, architecte Robert Hideux[34].

#### Autres constructions notables
- Chapelle Notre-Dame-de-la-Délivrance rue Albert
- Chapelle polonaise Stella-Maris rue du Baillarquet

### Stella-Plage et le cinéma
Des scènes de cinéma ont été tournées à Stella-Plage :
- 1973 : Les  Valseuses, film écrit et réalisé par Bertrand Blier[35]. Les trois acteurs principaux de cette comédie de mœurs sont Patrick Dewaere, Gérard Depardieu et Miou-Miou, qui y jouent leur premier véritable grand rôle. Isabelle Huppert y joue un de ses premiers rôles.
- 1981 : Garde à vue, film  réalisé par Claude Miller[36].
- 1993 : Stella-Plage, court-métrage de Élizabeth Prouvost, avec Dominique Pinon et Catherine Jacob, Les Productions Bagheera[37].
- 2005 : Combien tu m'aimes ?, film  réalisé par Bertrand Blier, tournage avec Monica Bellucci et Bernard Campan de scènes de plage[38].
- 2009 : Rendez-vous à Stella-Plage, court-métrage de Shalimar Preuss, Ecce Films[39]
- 2017 : Je n'ai pas tué Jesse James, court-métrage réalisé par Sophie Beaulieu[36].

### Héraldique
| Blason de Stella-Plage | Blason  | D'argent à quatre burelles d'azur, à la champagne de sinople (alias d'azur) ; à une étoile d'or brochant au canton dextre du chef et rayonnant de six rais du même vers la pointe et vers le flanc senestre. |
| Blason de Stella-Plage | Détails | Armes parlantes évoquant la structure et le nom de la station balnéaire (étoile → stella). Armes officieuses, d'usage avéré depuis les années 1960.                                                          |